# Zamostne (gromada)
Zamostne (do 31 XII 1959 Góra) – dawna gromada, czyli najmniejsza jednostka podziału terytorialnego Polskiej Rzeczypospolitej Ludowej w latach 1954–1972.
Gromady, z gromadzkimi radami narodowymi (GRN) jako organami władzy najniższego stopnia na wsi, funkcjonowały od reformy reorganizującej administrację wiejską przeprowadzonej jesienią 1954 do momentu ich zniesienia z dniem 1 stycznia 1973, tym samym wypierając organizację gminną w latach 1954–1972.
Gromadę Zamostne z siedzibą GRN w Zamostnem utworzono 1 stycznia 1960 w powiecie wejherowskim w woj. gdańskim przez przeniesienie siedziby gromady Góra z Góry do Zamostnego i zmianę nazwy jednostki na gromada Zamostne; równocześnie do nowo utworzonej gromady Zamostne włączono miejscowości Warszkowo, Warszkowski Młyn, Przyśniewo, Kniewo, Rybska Karczma, Orle, Marszkowo i Prękowo ze zniesionej gromady Rybno w tymże powiecie.
1 stycznia 1962 gromadę zniesiono, a jej obszar włączono do gromad: Gościcino z siedzibą w Wejherowie (miejscowości Orle, Pryśniewo, Pnie, Zamostne, Góra i Poradyż), Luzino (miejscowości Zelewo, Bielawa, Grabowino i Nowy Dwór) i Kostkowo (miejscowości Warszkowo, Warszkowski Młyn, Marszewo, Kniewo, Prynkowo i Rybska Karczma) w tymże powiecie.